# یاسوکازو تاناکا
یاسوکازو تاناکا (به انگلیسی: Yasukazu Tanaka) بازیکن فوتبال اهل ژاپن و عضو تیم ملی فوتبال ژاپن است که در تاریخ ۰۲ ژانویه ۱۹۵۵ میلادی اولین بازی ملی‌اش را انجام داد. او در ۴ بازی ملی حضور داشت و آخرین بازی ملی خود را در تاریخ ۱۱ ژانویه ۱۹۵۵ میلادی انجام داد. یاسوکازو تاناکا در بازی‌های ملی‌اش
گلی به ثمر نرساند.